# Собор Богородицы (Невигес)
Собор Богородицы в Невигесе (нем. Nevigeser Wallfahrtsdom) — храм, расположенный в немецкой земле Северный Рейн — Вестфалия. Является вторым по величине, после Кёльнского собора, и одним из крупнейших богородичных паломнических центров Германии.

## История
К находящемуся в соборе чудотворному образу Пресвятой Богородицы, называемому «Непорочным Зачатием» вот уже более 300 лет совершается массовое паломничество. История образа исходит к периоду Реформации. В 1589 году церковь в Невигесе перешла в собственность протестантов (это сегодняшняя городская евангелическая церковь). Только с приходом к власти некоего господина Иоанна Сигизмунда (Johann Sigismund) церковь была возвращена католикам. Не ненадолго. Вскоре Сигизмунд умирает и католическим верующим приходится искать другое место для церковных служб. Некая Анна Асбекская (Anna von Asbeck) строит церквушку, освящённую в честь Анны, матери Пресвятой Богородицы.
В наступившие затем годы Контрреформации в город приходят монахи-францисканцы. В 1676 году им передаётся церковь св. Анны, а затем они сами в 1680 году перестраивают её в мужской католический монастырь.
В этом же году в сентябре отец-францисканец Антониус Ширли (Antonius Schirley) за обычным молитвенным правилом в другом францисканском монастыре в Дорстене перед образком из молитвослова слышит отчётливый настойчивый женский голос: «Возьми меня в Харденберг, там я буду почитаемой». Эти же слова он слышит следующие две ночи подряд, поэтому сообщает о происшедшем Каспару Нисингу (Kaspar Nießing), настоятелю монастыря в Невигесе. Тем временем от образа Богородицы происходит ряд чудесных исцелений, в том числе по молитвам к нему исцеляется тяжело больной Фердинанд фон Фюрстенберг — князь-епископ Падерборнский и Мюнстерский. Всё это приводит к тому, что в 1681 году чудотворный образ переносится в Невигес, а с 1683 года к нему начинается массовое паломничество. Все эти события католики связывают с идеей о поддержке Контрреформации со стороны Богородицы, поскольку святость Богородицы протестантами не признаётся.
Многократно к образу Богородицы вместе с семьёй паломничает знаменитый дюссельдорфский герцог Ян Веллем (Jan Wellem) и многие дюссельдорфские католики. Ставшая тесной церковь св. Анны не вмещает наплыва паломников, поэтому в 1728 году она перестраивается и расширяется. Одновременно ширится паломничество. С 1740 года число прибывающих превышает 20 тысяч в год. Юбилейные годы (1781, 1881) становятся пиковыми для паломничества к образу Богородицы. Тогда ежедневно в церкви молилось более 10 тысяч паломников.
В 1889 году церковь вновь реконструируется. Одновременно для паломников на близлежащей горе (Kreuzberg) открывается часовня-исповедальня с крестным путём, включающих 12 станций-стояний.
Количество паломников значительно возрастало в кризисные годы. Так, перед Первой мировой войной сюда ежегодно прибывало 100 тысяч верующих, а в 1935 году случился абсолютный максимум — 340 тысяч паломников.
После Второй мировой войны число паломников вновь возрастает, достигая максимума в 1954 году, когда к образу Богородицы прибыло 300 тысяч верующих.
В 1963 году католическая церковь объявляет конкурс на лучший проект нового собора. В нём приняло участие 15 архитекторов. Победил Готфрид Бём (Gottfried Böhm) из Кёльна. 17 июля 1966 года закладывается первый камень, а 22 мая 1968 года построенный собор освящается католическим китайским епископом Витусом (Vitus Maria Chang Tso Huan). В нём может одновременно находиться до 6 тысяч молящихся, что делает культовое сооружение вторым по величине после Кёльнского собора в Кёльнской архиепархии.